# Borbély (foglalkozás)

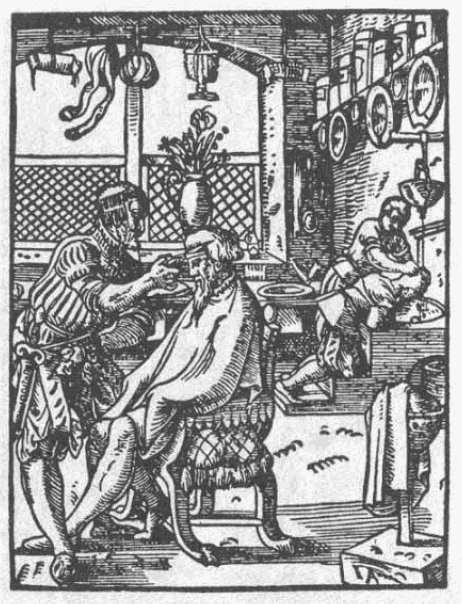
Német borbélyüzlet, 1568

A borbély (a latin barba, „szakáll” szóból) egy olyan foglalkozást jelöl, amibe hajvágás, borotválás és a szakáll fazonigazítása tartozik. Régebben kisebb műtéteket (például sebek összevarrása) és fogászati beavatkozásokat (főleg foghúzás) is végeztek. 
A házi használatra készült borotva és villanyborotva fejlődése és elterjedése, valamint a szakállviselet visszaszorulása okán manapság a borbély egykori munkájából elsősorban a hajvágás maradt meg, amit ma már általában a fodrászok végeznek.